# Mary Russell Walker
Mary Russell Walker (* 1846 in Edinburgh; † 20. November 1938 ebenda) war eine schottisch-britische Schuldirektorin und Aktivistin für Frauenbildung. Sie war die Gründungsleiterin der ersten schottischen Lehrerbildungsanstalt (St. George's Training College) und die Leiterin der ersten schottischen Tagesschule, der St George's School, in der Mädchen für die Aufnahmeprüfungen an Universitäten ausgebildet wurden.

## Leben
Walker wurde als erste von zwei Töchtern von William und Margaret Walker geboren. Ihr Vater war Buchhalter der National Bank of Scotland, und seine Arbeit führte ihn und seine Familie nach Schweden und Kalifornien. Abgesehen davon genoss sie nach eigenem späteren Bekunden eine „langweilige Ausbildung“ in Glasgow, wuchs aber in Wohlstand auf. 
1873 wurde sie Mitglied der Edinburgh Ladies' Educational Association, die sieben Jahre zuvor unter Mitwirkung von Mary Crudelius, Madeline Daniell und Sarah Mair entstanden. Ziel der Association war es, Frauen den Zugang zur Universität Edinburgh zu ermöglichen, und Walker wurde zu ihrer Vordenkerin und Organisatorin. 1876 beschloss die Edinburgh Ladies' Educational Association, die voruniversitäre Phase der Frauenbildung zu verbessern, und bot in der St. George's Hall Kurse an, die Frauen helfen sollten, die Hochschulreife zu erlangen. Sie entwickelte auch Fernkurse für Frauen, die nicht an den Kursen teilnehmen konnten.
1882 zog Walker nach London, um eine Lehrerausbildung am Maria Grey Training College zu absolvieren. Sie war die Beste ihres Jahrgangs und nahm eine Stelle am College als Dozentin (hauptsächlich) für Psychologie an. Sie arbeitete dort bis 1885, als ihr Fachwissen wieder in Edinburgh gefragt war. Zusammen mit anderen wie Sarah Mair war sie an der Gründung des St. George's Training College beteiligt, das die ersten Lehrerinnen für weiterführende Schulen in Schottland ausbilden sollte. Mary wurde zur Leiterin des Colleges ernannt, und als 1888 die St. George's High School for Girls gegründet wurde, wurde sie auch deren Leiterin. Die ersten fünfzig Schülerinnen wurden im Oktober 1988 in einem Gebäude in der Melville Street aufgenommen. Die Schule war die erste schottische Tagesschule für Mädchen, die Schülerinnen bis zur Hochschulreife unterrichtete. Frauen aus St. George's gehörten in Folge zu den ersten Absolventinnen der Universität Edinburgh.
Walker starb 1938 in Edinburgh.